# Муниче

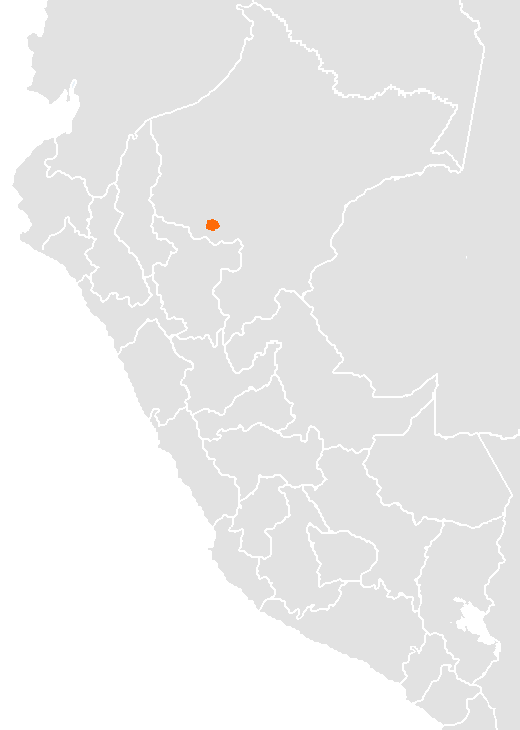
Основной ареал языка муниче

Муниче (Muniche, Munichi, Munichino, Otanabe, Otanave) — недавно исчезнувший изолированный индейский язык, который, возможно, относится к аравакским языкам, на котором говорит народ муниче, проживающий в городе Муничес (около 10 миль к западу от города Юримагуас) в районе реки Паранапура региона Лорето в Перу. В 1988 году было два носителя языка, которые не встречались с 1970-х годов. Последний известный свободно-владеющий муниче носитель, Виктория Уанчо-Икауате, умер в конце 1990-х годов. По состоянию на 2009 год было несколько полуговорящих, которые сохранили значительную часть лексического и частично грамматического знания языка (Майкл и др. 2013).

## Некоторые фразы
- Wǘdisi — общее приветствие
- Wǘdisi’i — общее приветствие
- Wǘdisi umaní'i — общее приветствие («Привет, сестра!»)
- Wǘdisi chú'u — общее приветствие («Привет, брат!»)
- Bwenos dias — утреннее приветствие (из испанского языка)
- Nú'samenpü? — Как дела?, буквально «Вы живы?»
- Nú'sameñe — ответ на Nú'samenpü
- Péra áchumepü? — Куда вы идёте?